# Esco di rado e parlo ancora meno
Esco di rado e parlo ancora meno (с итал. — «Выхожу редко, а говорю ещё реже») — студийный альбом итальянского певца и актёра Адриано Челентано, выпущенный 10 ноября 2000 года лейблом Clan Celentano.

## Об альбоме

### История создания и выход
Спустя год после выхода своего предыдущего альбома, Io non so parlar d'amore (количество проданных копий которого превысило двухмиллионный рубеж), Адриано Челентано решил продолжить сотрудничество со своими традиционными партнёрами — композитором Джанни Белла и поэтом Моголом, записав данный диск. Это вторая по счёту их совместная работа. Однако в альбоме есть две песни, написанные другими авторами — композиторами Карло Маццони и Ивано Фоссати.
В результате диск получился успешным — в 2001 году он получил статус «платинового». Кроме того, было продано около 1 800 000 копий, хотя в момент выхода предыдущий альбом, Io non so parlar d’amore, всё ещё оставался в пятидесятке самых продаваемых альбомов Италии. Обложка альбома целиком состоит из текста, на ней отсутствует фото исполнителя. К официальному изданию также прилагается буклет с текстами песен и фотографиями, сделанными во время записи.
На две песни из этого альбома были сняты клипы: на «Per averti» и на «Quello che non ti ho detto mai». На YouTube видеоклип «Per averti» имеет около двадцати миллионов просмотров.

### Художественные особенности
Большинство композиций альбома представляют собой такие музыкальные стили, как поп-рок и итало-диско. Исключение составляют лишь философская композиция «Io sono un uomo libero» (с итал. — «Я человек свободный»), в которой исполнитель рассуждает о своём месте в современном мире, и скорбная «Il figlio del dolore» (с итал. — «Сын боли»), которую певец исполнил совместно с певицей Надой. Открывающая альбом песня «Per averti» (с итал. — «Ради тебя») представляет собой приятное и мелодичное итало-диско.
Заключительный трек «Index» не является самостоятельной песней, а представляет собой попурри из некоторых фрагментов предыдущих композиций. Название альбома совпадает с первой строкой текста песни «Io sono un uomo libero».

### Телевидение
Как и в случае с предыдущим альбомом Io non so parlar d'amore, в 2001 году Адриано Челентано вёл на канале RAI Uno новое телешоу — 125 milioni di caz…te, что в смягчённом переводе означает «125 тонн отборной фигни». Передача состояла из нескольких выпусков. Певец выступал в качестве ведущего, а также исполнял песни, в том числе и из данного альбома. Кроме того, в рамках шоу транслировался детективный сериал «Инспектор Глюк», где Челентано сыграл главную роль.
В одном из выпусков данного шоу произошёл неприятный случай. Во время номера с Дарио Фо, известным итальянским драматургом, Челентано неудачно подпрыгнул, упал и сломал ногу. Но, несмотря на этот факт, программа не была закрыта, и певцу пришлось вести последующие выпуски с гипсом на ноге.

## Список композиций
| №   | Название                                                           | Автор(ы)                                  | Длительность |
| --- | ------------------------------------------------------------------ | ----------------------------------------- | ------------ |
| 1.  | «Per averti» (Ради тебя)                                           | Джанни Белла, Могол                       | 5:03         |
| 2.  | «Apri il cuore» (Открой сердце)                                    | Джанни Белла, Розарио Белла, Могол, Кеопе | 5:19         |
| 3.  | «Lago rosso» (Красное озеро)                                       | Джанни Белла, Могол                       | 5:18         |
| 4.  | «Quello che non ti ho detto mai» (То, что я тебе так и не сказал…) | Джанни Белла, Могол                       | 4:35         |
| 5.  | «Ti prenderò» (Я тобой овладею)                                    | Джанни Белла, Могол                       | 4:55         |
| 6.  | «Tir» (Грузовик)                                                   | Джанни Белла, Розарио Белла, Могол        | 4:29         |
| 7.  | «Se tu mi tenti» (Когда меня ты соблазняешь)                       | Джанни Белла, Могол                       | 4:14         |
| 8.  | «Africa» (Африка)                                                  | Джанни Белла, Розарио Белла, Могол        | 4:36         |
| 9.  | «Io sono un uomo libero» (Я свободный человек)                     | Ивано Фоссати                             | 5:46         |
| 10. | «Le stesse cose» (Всё то же самое)                                 | Карло Маццони                             | 5:43         |
| 11. | «Il figlio del dolore» (Сын боли)                                  | А. Челентано, Мауро Спина                 | 6:25         |
| 12. | «Index»                                                            | —                                         | 4:07         |

### Синглы
1. «Per averti»;
2. «Ti prenderò»;
3. «Il figlio del dolore».

## Участники записи
- Адриано Челентано (итал. Adriano Celentano) — вокал;
- Морено Феррара (итал. Moreno Ferrara), Паола Фолли (итал. Paola Folli) — бэк-вокал;
- Джанни Белла — бэк-вокал в песнях «Apri il cuore» и «Tir»;
- Ансамбль «The Bulgarian Voices (Angelite)» — хор (дорожка 11);
- Леле Мелотти (итал. Lele Melotti) — ударные;
- Пьеро Микелатти (итал. Piero Michelatti) — бас;
- Майкл Томпсон (англ. Michael Thompson) — гитара;
- Фио Дзанотти (итал. Fio Zanotti) — аранжировка, клавишные.

## Чарты и сертификации

### Чарты
| Позиция | 1 | 2 | 2 | 2 | 2 | 2 | 2 | 2 | 2 | 2 | 3 | 2 | 1 | 1 | 1 | 1 | 2 | 2 | 1 | 1 | 3 | 3 | 5 | 7 | 4 | 2 | 4 | 4 | 5 | 8 |

| Позиция | 10 | 7 | 8 | 8 | 7 | 8 | 7 | 8 | 11 | 8 | 4 | 9 | 12 | 16 | 16 | 29 | 18 | 14 | 23 | 25 | 43 | 41 | 50 | 35 | 43 | 48 | 38 | 36 | 41 | 43 | 50 | 44 |

### Сертификации
| Страна    | Статус           | Продажи/отгрузки |
| --------- | ---------------- | ---------------- |
| Италия    | 2× Бриллиантовый | 1800000          |
| Швейцария | Золотой          | 25000            |